# Ust-Orda Buriácia

Bandeira de Ust-Orda Buriátia

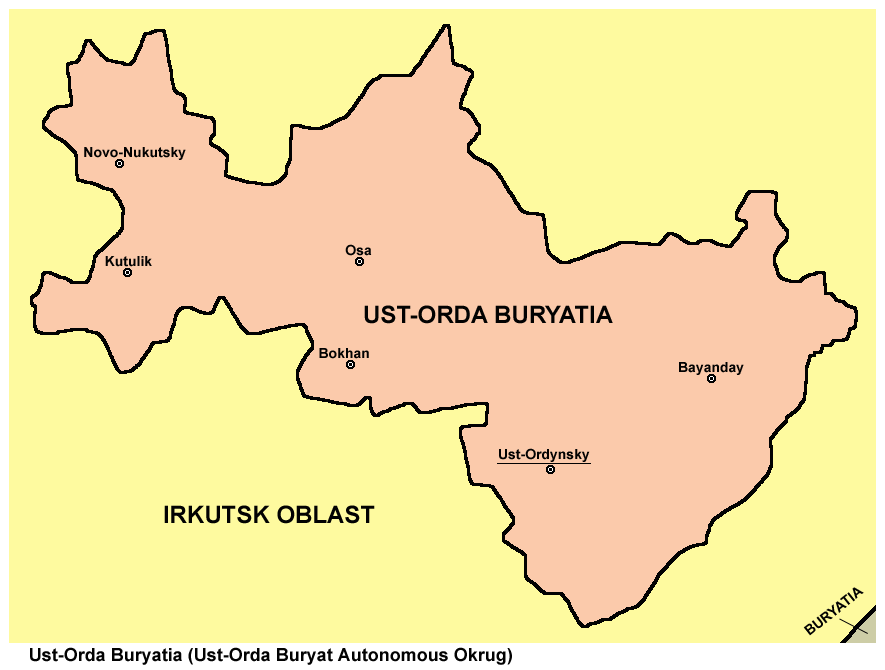

O Distrito Autônomo de Ust-Orda Buriátia foi uma divisão federal da Federação Russa. A 1 de Janeiro de 2008 agregou-se ao Oblast de Irkutsk. 